# Jana Levová
Jana Levová, rozená Bílková, (* 17. června 1977) je česká podnikatelka a politička, ve volebním období 2017–2021 poslankyně Poslanecké sněmovny PČR a místopředsedkyně Ústavně právního výboru Poslanecké sněmovny, v letech 2016 až 2020 zastupitelka Plzeňského kraje, bývalá předsedkyně Sportovní komise Rady Plzeňského kraje, předsedkyně Regionálního klubu SPD Plzeňský kraj a bývalá členka SPD.

## Život
Mezi její vzdálené příbuzné patří kosmonaut Jim Lowell. Působila jako jednatelka obchodní firmy TOJA Professional s.r.o. (od října 2014) za Firmy po splatnosti a od 26. března 2007 je fyzickou osobou podnikatelkou u Jana Levová TOJA PROFESSIONAL.
Jana Levová žije ve městě Plzeň.[zdroj⁠?!]

## Politické působení
V komunálních volbách v roce 2014 kandidovala jako nestranička za TOP 09 do Zastupitelstva městského obvodu Plzeň 8-Černice, ale neuspěla.
Do 10. října 2021 byla členkou SPD, kde od roku 2016 zastávala funkci předsedkyní krajské organizace hnutí. V květnu 2016 na svém facebookovém profilu uvedla, že byla svědkyní příhody, kdy na Plzeňsku byl zastaven Policií ČR autobus. Následně z něj do okolní krajiny uteklo několik desítek migrantů. Později se ukázalo, že se jednalo o střet autobusu s osobním vozidlem; po nehodě z autobusu vystoupili cestující a pokračovali v cestě podle svého uvážení. Sama Levová se ke svému statusu vyjádřila v roce 2018 v TV ZAK. V něm poslankyně tvrdí, že Policie ČR poskytla nepřesné informace a však sama připouští, že se nejednalo o migranty, ale zahraniční pracovníky agentury.
V krajských volbách v roce 2016 byla zvolena jako členka SPD z pozice lídra kandidátky subjektu "Koalice Svoboda a přímá demokracie - Tomio Okamura (SPD) a Strana Práv Občanů" zastupitelkou Plzeňského kraje. Ve volbách v roce 2020 již nekandidovala.
Ve volbách do Poslanecké sněmovny PČR v roce 2017 byla lídrem hnutí SPD v Plzeňském kraji. Získala 1 496 preferenčních hlasů a stala se tak poslankyní.
V komunálních volbách v roce 2018 neúspěšně kandidovala za hnutí SPD Tomia Okamury do zastupitelstva magistrátu statutárního města Plzeň. Levová, která kandidovala jako lídr kandidátní listiny, mandát zastupitele nezískala. Hnutí získalo celkem 4,94% hlasů a na magistrát nepostoupilo. Neuspěla ani v rámci městského obvodu Plzeň 3 (v tomto případě se však stala první náhradnicí).
V srpnu 2020 předložila Jana Levová návrh novely zákona o spotřebitelském úvěru, který by, mimo jiné, uložil povinnost spotřebitelům doplácet případnou provizi za zprostředkování úvěru v případě předčasného splacení.
10. října 2021 poslankyně J. Levová vystoupila z hnutí SPD. Své ukončení členství v populistickém hnutí v neděli oznámila Jana Levová také na svém facebookovém profilu. Ve volbách do Poslanecké sněmovny PČR v roce 2021 již nekandidovala.